# 安達馬爾卡區
安達馬爾卡區（西班牙語：Distrito de Andamarca），是秘魯的一個區，位於該國中部胡寧大區的康塞普西翁省，始建於1930年3月5日，面積694.9平方公里，海拔高度2,500米，2005年人口6,151，人口密度每平方公里8.9人。